# Cattedrale di Belley
La cattedrale di San Giovanni (in francese: Cathédrale Saint-Jean) è il principale luogo di culto cattolico di Belley, nella regione di Rodano-Alpi. La chiesa è sede della diocesi di Belley-Ars ed è considerata monumento storico di Francia dal 1906.

## Storia
La prima menzione di una cattedrale a Balley risalente al 5 aprile del 722. Nel XII secolo venne edificata una chiesa romanica, che durò fino al XIX secolo. Le cappelle absidali furono ricostruite in stile gotico e completate nel 1520. La cattedrale ha subito gravi danni durante la Rivoluzione francese: le sue reliquie sono andate perdute e le due torri sono state distrutte. Il terremoto del 1822 ha indebolito la struttura.
Dal 1835 al 1853 la chiesa è stata quasi interamente ricostruita sotto la guida dell'architetto di Lione Antoine-Marie Chenavard, che mantenne le precedenti cappelle e la parte Nord dell'edificio, l'ex ingresso principale della porta della cattedrale, che ora assume un aspetto neogotico. Il 2 luglio 1878 la nuova cattedrale fu consacrata da monsignor Jean Marchal.
Il 30 ottobre 1906 l'edificio è stato classificato come monumento storico di Francia.